# Johannes Schaaf
Pour les articles homonymes, voir Schaaf.
Johannes Schaaf (né le 7 avril 1933 à Stuttgart et mort le 1er novembre 2019 à Murnau am Staffelsee) est un réalisateur, metteur en scène, scénariste et acteur allemand.

## Biographie
Fils d'un commissaire de police, Johannes Schaaf étudie la médecine à Tübingen et à Berlin, mais bifurque vers le théâtre au milieu des années 1950 et devient acteur et assistant-réalisateur, puis réalisateur pour la télévision en 1963. Il vit alors à Brême.
Réalisé en 1967, Tatouage (Tätowierung), est l'un des premiers films allemands à s'intéresser au thème du fossé des générations et à la révolte étudiante : il remporte le Deutscher Filmpreis 1968 du meilleur film et vaut à son réalisateur le Deutscher Filmpreis du meilleur réalisateur. Président du jury de la Berlinale 1969, Johannes Schaaf ne réalise Trotta, son deuxième film, qu'en 1971. Il s'agit d'une adaptation, signée par Johannes Schaaf et Maximilian Schell, du roman La Crypte des capucins de Joseph Roth et raconte le dur retour de captivité d'un jeune officier autrichien après la défaite de la Première Guerre mondiale : le film est sélectionné en compétition officielle au Festival de Cannes 1972 et remporte la même année cinq Deutscher Filmpreis : meilleur film, meilleur réalisateur, meilleure actrice dans un second rôle (Rosemarie Fendel), meilleur acteur dans un second rôle (István Iglódi) et meilleur montage (Dagmar Hirtz).
En parallèle, l'essentiel de la carrière d'acteur de Johannes Schaaf se déroule à la télévision allemande. Il joue à l'occasion dans des longs métrages, notamment le rôle de Nirmatsky dans le film Erste Liebe réalisé par Maximilian Schell en 1970.
En 1980-1981, il siège au Conseil d'administration du Schauspiel Frankfurt (de).
Depuis les années 1980, il se spécialise dans les mises en scène de théâtre et d'opéra. Il met en scène des productions au Burgtheater de Vienne, au Schillertheater de Berlin, au Festival de Salzbourg et plusieurs opéras de Mozart au Royal Opera House (Covent Garden) de Londres. En 1987, au Wiener Staatsoper, il met en scène Idomeneo de Mozart (chef d'orchestre Nikolaus Harnoncourt) et, deux ans plus tard, Così fan tutte, toujours avec Harnoncourt à la direction d'orchestre. Il a également mis en scène des opéras au Bayerische Staatsoper, à l'Opéra national des Pays-Bas et au Staatstheater Stuttgart, notamment Lady Macbeth du district de Mtsensk de Chostakovitch, Wozzeck de Berg, Rigoletto de Verdi, Hänsel und Gretel de Engelbert Humperdinck et La Dame de pique de Tchaïkovski.
En 2009, au Semperoper de Dresde, il met en scène Tosca de Puccini.

## Filmographie

### Réalisateur

#### Cinéma
- 1967 : Tatouage (Tätowierung)
- 1971 : Trotta
- 1973 : Traumstadt
- 1986 : Momo

#### Télévision
- 1963 : Ein ungebetener Gast
- 1964 : Hotel Iphigenie
- 1965 : Im Schatten einer Großstadt
- 1965 : Die Gegenprobe
- 1966 : Große Liebe
- 1967 : Der Mann aus dem Bootshaus
- 1968 : Lebeck
- 1975 : Der Kommissar (série télévisée - 1 épisode)
- 1975 : Leonce und Lena
- 1977 - 1978 : Der Alte (série télévisée - 2 épisodes)